# 引地川親水公園
引地川親水公園（ひきじがわしんすいこうえん）は神奈川県藤沢市大庭にある親水公園。「ひきちがわしんすいこうえん」とも呼ばれている。
引地川緑地に含まれている公園である。

## 概要
中央を北から南へ引地川が流れる公園で、園内には、主にサッカーに利用されるスポーツ広場や芝生広場、木製遊具や複合遊具､ローラーすべり台、遊水地や木道のある湿性植物園など種々の施設がある。旧建設省の「ふるさとの川モデル事業」の指定を受け、河川改修事業と一体的に整備された。藤棚、ツツジの丘、桜並木などの植物と接することのできる工夫もされていて、河川区域内には芝生の護岸や、親水広場、水と石の広場など、水とじかに接することができる施設も整備されている。すぐ西側は大庭城址公園である。

## 沿革
- 1997年（平成9年） - 開園
- 2008年（平成27年） - 公益財団法人藤沢市まちづくり協会が指定管理者となっている。

## 施設・イベント
- ローラー滑り台
- 複合遊具[3]
- アスレチック遊具
- 遊歩道
- 球技広場
- 多目的広場
- 大庭遊水地
- ボードウォーク
- 蛙の像/多数
- 紫陽花の植栽
- 湿性植物園
- 桜並木
- トイレ

## 入園に関して
無料

### 管理棟開館
休館日：月曜日（月曜日が祝日の場合は開館して、翌日の火曜日が休館となる。）、12月29日～1月3日

## 所在地
〒251-0861 神奈川県藤沢市大庭6510

## アクセス
- 小田急善行駅より徒歩30分
- 無料駐車場あり（126台）

## 周辺
- 大庭城址公園
- 藤沢市立大庭小学校
- 藤沢市立大庭中学校